# Sekigahara
Sekigahara (jap. 関ケ原町, -chō) ist eine Gemeinde im Landkreis Fuwa im Südwesten der Präfektur Gifu in Japan.
Sekigahara liegt 123 m über dem Meeresspiegel an einem seit alters her wichtigen Übergang über einen Gebirgskamm zwischen Kansai und Chūbu.

## Geschichte
Im Jahre 1600 fand hier die schicksalhafte Schlacht von Sekigahara statt.
Sekigahara war die 58. Poststation (宿場町 Shukuba-machi) der Nakasendō während der Edo-Zeit.
- 1. Juli 1889: Das Dorf Sekigahara-mura im Kreis Fuwa wird gegründet.
- 1. April 1897: Die Dörfer Sekigahara-mura, Matsuo-mura, Fujishita-mura, Nakayama-mura sowie ein Teil von Aikawa-mura fusionieren zu dem neuen Dorf Sekihara-mura.
- 1. April 1928: Sekihara-mura wird in Sekigahara-chō umbenannt.
- 1. September 1954: Die Dörfer Tama-mura, Imasu-mura und Iwade-mura aus dem Kreis Fuwa werden eingemeindet.
- 2004: Nach einer fehlgeschlagenen Volksabstimmung über den Beitritt zur Stadt Ōgaki tritt der Bürgermeister der Stadt zurück.
- 17. Juli 2007: Das Rathaus zieht an eine neue Position.

## Geografie
Sekigahara liegt im Südwesten der Präfektur Gifu am südöstlichen Fuße des Berges Ibuki. 

## Sehenswürdigkeiten
Sehenswürdigkeiten sind das alte Schlachtfeld und das Sekigahara-Matsuri im März. Außerdem gibt es ein Sesam-Museum. 

## Verkehr
Mit dem Bahnhof Sekigahara ist die Gemeinde an die JR Tōkaidō-Hauptlinie und mit einer Autobahnausfahrt an die Meishin-Autobahn angeschlossen.

## Angrenzende Städte und Gemeinden
- Die Stadt Maibara in der Präfektur Shiga.
- Die Stadt Ōgaki sowie die Dörfer Tarui und Ibigawa in der Präfektur Gifu.

## Städtepartnerschaften
Sekigahara hat mit folgenden Städten Partnerschaften:
- Hioki in der Präfektur Kagoshima
- Okazaki in der Präfektur Aichi

## Persönlichkeiten
- Shidō Bunan (1603–1676), Mönch der Rinzai-Richtung des Buddhismus

## Weblinks

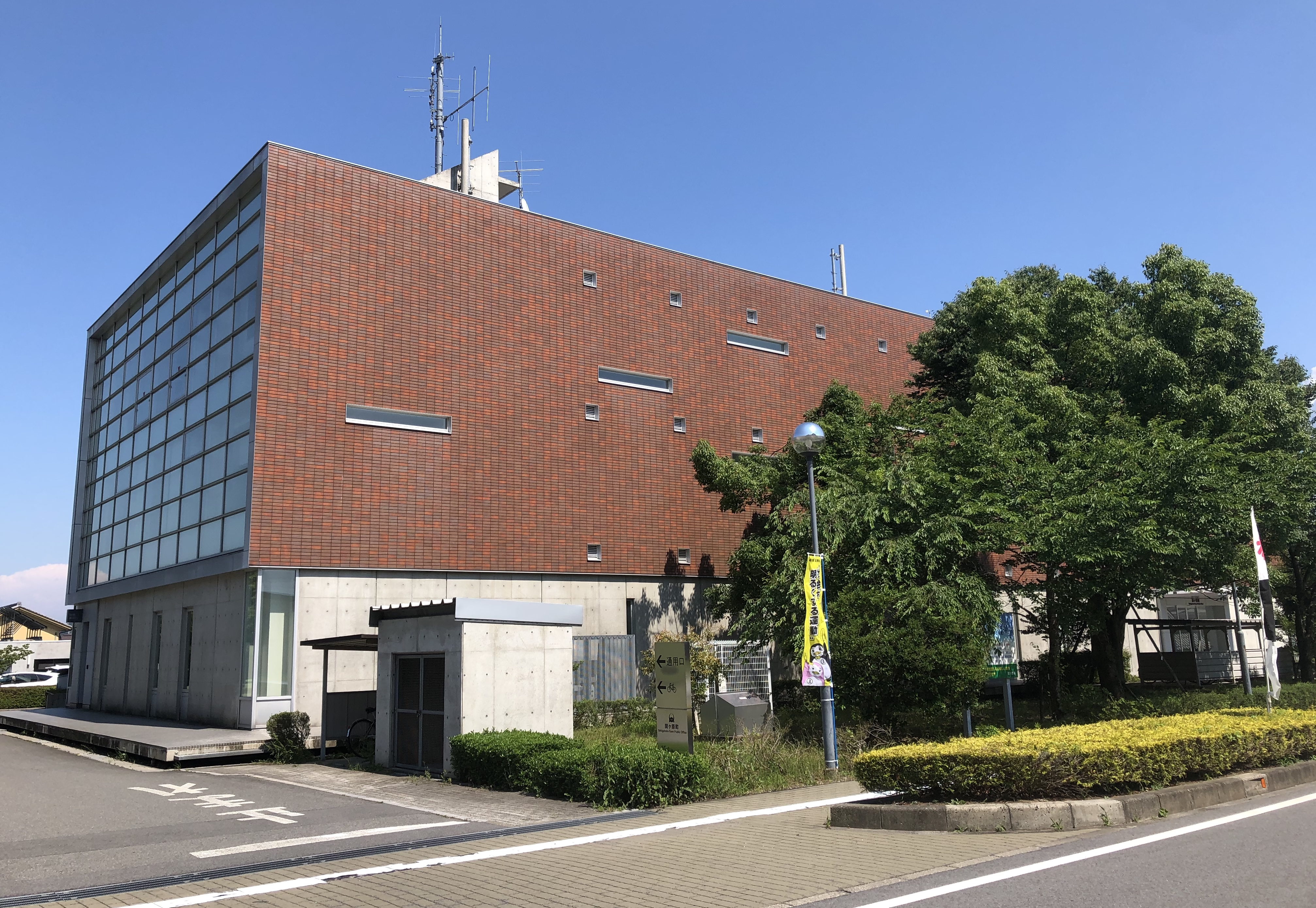
Rathaus von Sekigahara. 2007 fertiggestellt.